# Giuseppe Donati (giornalista)
Giuseppe Donati (Granarolo Faentino, 5 gennaio 1889 – Parigi, 16 agosto 1931) è stato un giornalista e politico italiano, considerato un pioniere del giornalismo d'inchiesta.

## Biografia
Nato in una famiglia povera (il padre Severo è fornaciaio, la madre Domenica Baccarini fa la lavandaia) è il terzogenito di cinque fratelli. Si trasferisce con la famiglia a Faenza nel 1903. L'anno seguente muore il padre per una pleurite. Per assicurargli un avvenire, la madre decide di farlo studiare. Dopo la maturità classica, conseguita nel Seminario vescovile come allievo esterno, Donati frequenta l'Istituto superiore di Studi sociali "Cesare Alfieri" di Firenze.
Nel 1907, l'ultimo anno in cui vive a Faenza, aderisce alla Lega Democratica Nazionale, il movimento democratico cristiano fondato da Romolo Murri. A Firenze difende una linea di intransigenza (nessuna collaborazione coi socialisti), diversa rispetto a quella del fondatore. Inizia a scrivere sull'organo del movimento, Azione democratica. La Lega si scioglie nel 1910. Un anno dopo la Lega è rifondata a Firenze come «Lega democratica cristiana italiana». Donati è tra le persone di vertice del partito. È redattore capo dell'organo di stampa ufficiale, «L'Azione» (1911-1918), che si stampa a Cesena, e collabora con altri periodici, tra i quali L'Unità di Gaetano Salvemini e La Voce di Giuseppe Prezzolini e Giovanni Papini.
Nel 1912 fonda un proprio giornale, Il Risorgimento: una rivista di cultura politica, che però ha vita breve (solo sei numeri). Nel 1915 partecipa al congresso nazionale del partito, che si tiene a Bologna (5-7 gennaio). Cattolico interventista, nel 1915 combatte da volontario durante la prima guerra mondiale, restando però ferito al fronte. Viene insignito della medaglia d'argento al valor militare. Tornato agli abiti civili, decide di portare a termine gli studi al Cesare Alfieri. Nel giugno 1916 si laurea; pochi giorni dopo, l'8 luglio, si sposa con Vidya Morici, conosciuta nello stesso istituto. Il primo lavoro dopo la laurea è come giornalista all'ufficio stampa del Quartier generale (direttore Ugo Ojetti).

Giuseppe Donati sorridente tra Alcide De Gasperi (a sinistra) e Mario Cingolani (a destra). Roma, 1921.

Nel 1918 sale alla segreteria della Lega democratica cristiana italiana (settembre), riottenendo anche la guida de L'Azione. Al congresso del 1919 la Lega democratica si scioglie per dare vita al Partito democratico cristiano (P.D.C.). Il neonato partito si propone come antagonista rispetto all'altro partito cattolico nato in quell'anno, il Partito popolare. Donati accusa il movimento di don Luigi Sturzo di essere composto in parte da elementi con una visione conservatrice (che lo condizionerebbero) e, inoltre, di aver voluto creare un partito talmente laico da espellere qualsiasi “sincera passione religiosa”. Alle elezioni politiche del 191 però la formazione di Donati va incontro a una débâcle, conquistando un solo seggio parlamentare (da parte del friulano Marco Ciriani a Udine, mentre Donati viene sconfitto). Nel 1920 Donati considera conclusa l'esperienza del P.D.C. e sancisce lo scioglimento del partito.
A novembre dello stesso anno s'iscrive al P.P.I. Le sue capacità organizzative vengono immediatamente riconosciute: Donati organizza il congresso del 1921 (Venezia, 20-23 ottobre). Al congresso viene eletto vicesegretario ed entra nel Consiglio nazionale. Quando nel 1923 Sturzo decide di fondare un quotidiano che ospiti il dibattito culturale in seno al partito, Donati è il primo direttore. Il primo numero de Il Popolo esce il 5 aprile 1923. 
Il suo è un giornalismo apertamente schierato contro il nascente regime fascista. Il punto più alto del suo impegno è raggiunto con due approfondite inchieste: la prima è svolta all'interno dell'ambiente che attorniava uno dei quadrumviri, Emilio De Bono, e si conclude con l'apertura di un procedimento di messa in stato d'accusa del gerarca, istruito dal Senato nelle vesti di Alta Corte di Giustizia.
La seconda inchiesta parte dall'assassinio di don Minzoni, sacerdote di Argenta (FE), e termina chiamando in causa le massime gerarchie del regime, mettendo in luce le responsabilità di Italo Balbo (ras del partito fascista della provincia di Ferrara) quale mandante delle spedizioni punitive eseguite dai fascisti locali.
Le inchieste di Donati gettano una fosca luce sul regime, ma non producono condanne effettive. Del resto, la sua battaglia resta isolata. Quando nel 1924 viene assassinato Giacomo Matteotti, egli osserva che i deputati dell'opposizione "si ritirano sul colle Aventino" piuttosto che denunciare apertamente il regime. Dal 9 ottobre 1924 Il Popolo è l'organo ufficiale del partito. Il 25 ottobre don Luigi Sturzo è costretto a lasciare l'Italia perché gli è impedito esprimere liberamente il suo pensiero.
Minacciato di morte, Donati deve abbandonare l'Italia e riparare in Francia (18 giugno 1925). Nel Paese transalpino continua la sua battaglia contro il regime: fonda insieme a Carlo Emanuele a Prato Il Corriere degli Italiani, che esce a Parigi il 28 gennaio 1926. Il regime, però, lo segue e fa fallire l'iniziativa, che rimane senza finanziamenti. Stessa sorte tocca a «Il Pungolo», nato nel dicembre 1928 e cessato poco più di un anno dopo. Intanto il governo fascista lo priva della cittadinanza italiana che gli verrà restituita solo nel 1931.
Nel 1929 avviene la rottura con la ristretta comunità di esuli popolari e antifascisti d'Oltralpe: in febbraio vengono conclusi i Patti Lateranensi tra il regime e la Santa Sede. Donati lamenta il carattere anticlericale dei loro giudizi e giudica invece positivamente i Patti, quanto meno per la chiusura dell'annosa "questione romana". Sul «Pungolo» di Milano Donati scrive che i Patti, "anche se portano la firma di alcuni assassini emeriti come Mussolini e Giunta e come Rocco" rappresentano "un trionfo delle idee liberali". Per tale opinione viene espulso dall'Unione tra i giornalisti italiani “G. Amendola” e dalla Lega italiana dei diritti dell'uomo.
Costretto a lavori di ripiego e praticamente alla fame, riceve l'aiuto di don Sturzo, che gli trova un impiego a Malta come professore d'italiano al Collegio cattolico inglese “Sant'Edoardo”. Giunto sull'isola ai primi d'ottobre del 1930, Donati vi rimane fino alla fine dell'anno scolastico. Nel frattempo le sue condizioni di salute si aggravano (Donati soffre di un'affezione bronco-polmonare). Il clima mediterraneo, quasi africano, di Malta non ha giovato alla sua salute. Nel giugno 1931 ritorna a Parigi, dove viene ospitato dall'amico Giuseppe Stragliati in rue de Flandre.
Muore nella capitale francese il 16 agosto dello stesso anno. Nel 1947 le sue spoglie sono state traslate nel cimitero di Faenza.

## Opere
- In difesa della civiltà Italiana a Malta, Giusti, Livorno 1931 (raccolta di articoli di fondo del “Malta”, organo del Partito Nazionale Maltese)
- Scritti politici (2 voll.), Edizioni cinque lune, Roma 1956
- Bufera (dramma teatrale)